# Colle della Scala
Il Colle della Scala (in francese Col de l'Échelle) è un valico alpino delle Alpi Cozie, posto in territorio francese poco più a ovest del confine tra la Francia e l'Italia, e collega la Val di Susa in Piemonte (Italia) con la Val della Clarée nel dipartimento delle Hautes-Alpes (Francia). Con un'altitudine di 1.762 m s.l.m., è il più basso valico stradale che congiunge l'Italia con la Francia lungo tutta la catena delle Alpi Occidentali, ma pur essendo agevole per l'altezza, è sempre passato in secondo piano rispetto ai vicini Colle del Moncenisio e Colle del Monginevro.

## Storia

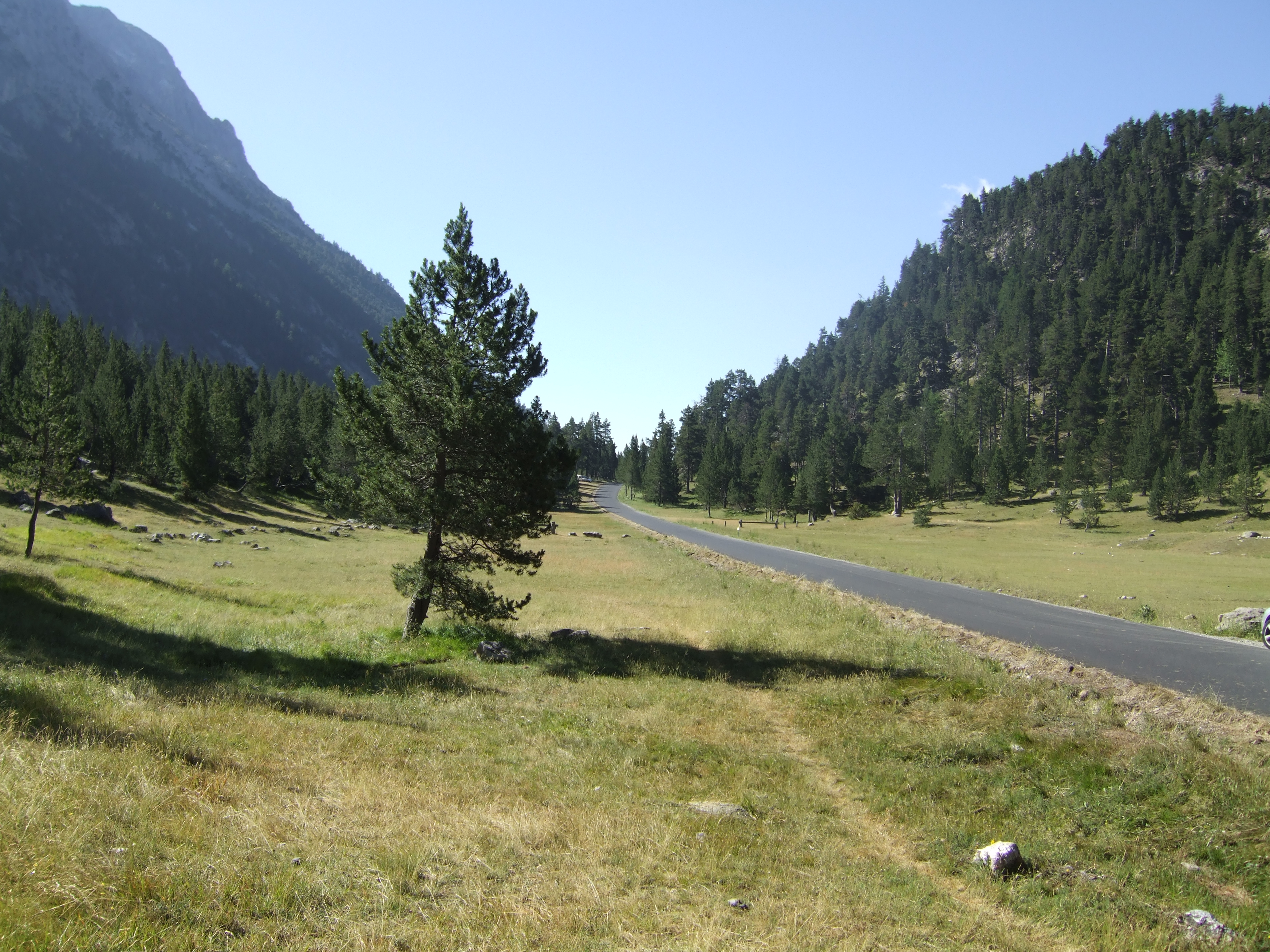
Pianoro sul Colle.

Per secoli il colle della Scala è stato il collegamento più agevole tra Bardonecchia e la Francia. Nel Medioevo veniva utilizzato dai viaggiatori che non volevano pagare il pedaggio che veniva praticato al Colle del Moncenisio.
Fino alla seconda guerra mondiale ha segnato il confine tra Italia e Francia. Gli italiani negli anni trenta lo avevano particolarmente fortificato denominando il sistema di fortificazioni "Caposaldo Scala". Inoltre avevano costruito una teleferica che dal Pian del Colle portava i materiali fino al colle.
Dopo la seconda guerra mondiale il colle si trova totalmente in territorio francese. Il Colle è sempre stato francese dopo la cessione del Delfinato alla Francia, mentre il Colle della Scala italiano a mt. 1.779, oggigiorno chiamato Mauvais Pas, è diventato francese nel 1947. Il confine dalla Guglia Rossa alle Cime di Sueur passava a circa 1748 metri. Il vero colle della scala 1.790 mt s.l.m è stato distrutto dal distaccamento dell'armata di Vittorio Amedeo II nel 1708 di ritorno da una puntata a la Vachette.

## Descrizione

### Percorso da Bardonecchia fino a Névache
Da Bardonecchia ci si dirige verso la frazione Melezet per proseguire fino a Pian del Colle. Subito dopo si raggiunge l'attuale confine con la Francia e si lascia sulla destra la strada che prosegue per la Valle Stretta iniziando l'ascesa al colle. In cima al colle ci sono diversi sentieri che portano alla Guglia Rossa.
 Infine scende nella Valle della Clarée incrociando sul fondo valle la strada che unisce Briançon al centro abitato di Névache (RD 301).
La strada attuale è stata costruita dai francesi e dagli italiani nel 1966 soprattutto per poter dare una comunicazione stradale diretta alla valle Stretta, diventata anch'essa francese dopo il periodo bellico ed una via più breve per Bardonecchia con la Francia. 
La strada, regolarmente asfaltata, è aperta solo alle autovetture ed ai piccoli autoveicoli commerciali e solo nei mesi da maggio a novembre, compatibilmente con la quantità di neve presente.